# Myristica rubrinervis
Myristica rubrinervis är en tvåhjärtbladig växtart som beskrevs av W.J. de Wilde. Myristica rubrinervis ingår i släktet Myristica och familjen Myristicaceae. Utöver nominatformen finns också underarten M. r. duplex.